# ワセダクラブTOP RUSHERS
ワセダクラブTOP RUSHERS（ワセダクラブトップラッシャーズ、英: Waseda Club TOP RUSHERS）は、2023年現在、トップイーストリーグCグループに所属するワセダクラブのラグビーユニオンチーム。

## 概要
- 一部の公式戦は早稲田大学の上井草グラウンドで行われている[1]。

## 歴史
- 2003年 「ワセダクラブシニア」として創設[2]
- 2010年 チーム名称を「ワセダクラブM.F」に変更
- 2017年 チーム名称を「ワセダクラブTOP RUSHERS」に変更

## 成績

### リーグ戦戦績
- 2003-2004 関東社会人リーグ4部 優勝[3]（5勝）、関東社会人リーグ3部昇格
- 2004-2005 関東社会人リーグ3部 Dブロック 優勝（6勝）、関東社会人リーグ2部昇格
- 2005-2006 関東社会人リーグ2部 Aブロック 2位（6勝1敗）
- 2006-2007 関東社会人リーグ2部 Cブロック 4位（4勝3敗）
- 2007-2008 関東社会人リーグ2部 Dブロック 7位（2勝5敗）
- 2008-2009 関東社会人リーグ2部 Aブロック 6位（2勝5敗）
- 2009-2010 関東社会人リーグ2部 Cブロック 5位（2勝5敗）
- 2010-2011 関東社会人リーグ2部 Dブロック 7位（1勝6敗）
- 2011-2012 関東社会人リーグ2部 Dブロック 4位（2勝4敗）
- 2012-2013 関東社会人リーグ2部 Cブロック 5位（2勝4敗）
- 2013-2014 関東社会人リーグ2部 Dブロック 優勝（5勝）、関東社会人リーグ1部昇格
- 2014-2015 関東社会人リーグ1部 6位（3勝4敗）
- 2015-2016 関東社会人リーグ1部 5位（2勝4敗1分）
- 2016-2017 関東社会人リーグ1部 7位（1勝6敗）
- 2017-2018 関東社会人リーグ1部 3位（5勝2敗）
- 2018-2019 関東社会人リーグ1部 8位[4]（2勝5敗）
- 2019-2020 関東社会人リーグ1部 優勝（5勝2敗）、順位決定戦：4位、関東社会人リーグ1部残留
- 2020-2021 関東社会人リーグ1部 開催中止
- 2021-2022 関東社会人リーグ1部 優勝（4勝）、入替戦：不戦勝、トップイーストリーグCグループ昇格
- 2022-2023 トップイーストリーグCグループ 4位（4勝3敗）
- 2023-2024 トップイーストリーグCグループ 3位（5勝2敗）
- 2024-2025 トップイーストリーグCグループ 5位（3勝4敗）